# Гладченко Трифон Федорович
Трифон Федорович Гладченко (бл. 1890, хутір Чувиліна, нині у складі с. Сурсько-Михайлівка, Солонянський район, Дніпропетровська область — липень 1920, Катеринослав) — один з отаманів Холодноярської республіки, визначний діяч національно-визвольних змагань на Січеславщині, педагог, активіст Діївської «Просвіти». Жертва російського окупаційного терору.

## Життєпис

### Ранні роки

Дружина Трифона Гладченка Ганна (праворуч) з подругами. м. Новий Буг.

Народився 1890 (в інших джерелах 1891) року на хуторі біля села Сурсько-Михайлівки (нині Солонянського району Дніпропетровської області).
Походив з родини заможного хуторянина Федора Гладченка і його дружини Марії. Окрім Трифона, у родині виростали брати Олександр, Іван та Никифор. (На батьківському подвір'ї в Чувиліні залишився жити з родиною брат Іван: Олександр жив у сусідній Сурсько-Михайлівці: Никифор загинув на Першій світовій війні. Після Сурсько-Михайлівського двокласного училища продовжив навчання в Миколаївській (за іншими даними — в Новобузькій учительській семінарії. За небажання підкоритися загальнообов'язковим правилам семінарського життя (виступив проти виключення з семінарії свого однокласника) рішенням педагогічної ради від 12 травня 1909 року його було виключено. Пізніше, після народження дітей, йому дозволили скласти іспити за семінарію екстерном. Вже тоді почав писати вірші: «Мамо, люба, глянь, як сяють/ В небі зорі золоті./ То не зорі, а то душі/ Сяють душі то святі!»
У вчительській семінарії в Новому Бузі (нині Миколаївська область), до речі, вчилися й інші січеславські просвітяни — Кузьма Корж, Пантелеймон Рибалка, котрі теж були родом з Сурсько-Михайлівки.
У Новому Бузі Гладченко познайомився з місцевою дівчиною Ганною Грицевською (1893–1958), дочкою чоботаря. Перебралися на Катеринославщину. У них народилася донька Ніна (1912–1996) і син Анатолій (1913–1982). У зв'язку з появою дітей Гладченко звертається у вищі інстанції з проханням дозволити йому скласти екстерном іспити за семінарію. Діставши дозвіл, склав іспити.
У 1912 керував драматичним гуртком у Діївці під Катеринославом. «Дніпрові хвилі» у травні 1912 вмістили таку інформацію:

«Українська вистава в с. Діївці одбулася 20 мая в помешканні П. Наріжного по Головній вулиці. Ставили п'єсу „Розумний і дурень“. Грали місцеві любителі під орудою Т. Гладченка…»

— («Дніпрові хвилі». — 1912. — № 10. — С. 158).
Ставив п'єси Карпенка-Карого, брав активну участь у діяльності товариства «Просвіта».
А 8 вересня того ж року гурток любителів драматичного мистецтва у с. Діївка під орудою Гладченка ставив п'єсу «Бурлака». «У виставі брали участь деякі члени драматичної секції Мануйлівської „Просвіти“. Вистава мала великий усліх, народу було багато». («Дніпрові хвилі». — 1912. — № 17. — С. 239).
11 с -

Трифон Гладченко.

Перед Першою світовою війною дістав призначення на посаду вчителя в сільській школі на Волині. У родинному архіві збереглося колективне фото з Трифоном Гладченком. підписом на звороті: «г. Умань — Софіевка — Царицын сад. Работа по прививкам. 2 іюня 1914 г.».

### Участь у Першій світовій війні і національно визвольних змаганнях 1917—1921рр.
З початком Першої світової війни (1914) Гладченко мобілізований до війська, де став поручиком. Його молода дружина з двома малюками на руках залишалася на Волині. Але німці наступали. І тоді дружина з дітьми, прихопивши ручну швейну машинку «Зінгер», яку перед тим купив їй чоловік у подарунок, повертається до Сурсько-Михайлівки.
У ході національно-визвольної боротьби 1917–1921 Г. став однією з найпомітніших постатей визвольного руху на Січеславщині. Створив повстанський загін, осідок якого був у с. Сурсько-Михайлівка (нині Солонянського району). Став одним з отаманів Холодноярської республіки.

#### Отаман Вільнокозацької повстанської групи
Відомий дослідник повстанського руху Роман Коваль пише про Гладченка: «Учасник повстання отамана М. Григор'єва (травень-липень 1919 року). Був командиром повстанського батальйону, підпорядкованого Нестору Махну. Хоча останній не довіряв Гладченку, вважаючи його „петлюрівцем“. У листопаді 1919 року — заступник отамана Катеринославського коша, згодом — отаман Вільнокозацької повстанської групи Катеринославщини. Називав себе анархістом, але до жодної анархістської організації не належав. Наприкінці 1920 року його загін нараховував близько 2 тисяч вояків».
У 1919 Гладченко підписується «Заступником отамана козачих повстанчих військ». Протягом півроку в загоні Гладченка перебував майбутній письменник Микола Мінько (1902–1937), який 9 грудня 1937, знаходячись під арештом у НКВС, свідчив у власноручних зізнаннях:

«Вже в 1919 я був настільки войовничо настроєний, що вступив у партизанський загін, який боровся проти Денікіна.

Дружина Т. Гладченка Ганна з дітьми Анатолієм та Ніною. Фото бл. 1916 р.

Організовувався загін саме як партизанський, однак незабаром керівник його Гладченко на одній з тачанок встановив жовто-блакитний „стяг“. Гладченко — петлюрівський отаман і його „побратимчики“ змогли в своїх авантюрницьких і контрреволюційних цілях використати великий соціальний рух. Мабуть, не дуже багато селян-бідняків, які боролися проти Денікіна, знали, що до „штабу“ Гладченка приїздили інструктори від петлюрівського центру.
У 1920 чимало повстанців вступило до лав Червоної Армії. Це сталося в с. Сурсько-Михайлівці. „Перейшов до червоних“ і Гладченко.
Однак дуже скоро він зрадив Червоній Армії, почав з невеличкою купкою бандитів грабувати села і навіть міста, убивати представників рад. влади. За цю бандитську діяльність він був розстріляний ЧК. Я був у загоні… з середини літа 1919 до приходу Червоної Армії. Перебування в загоні зміцнило в мені націоналіста. Якщо в школі мені набивали голову націоналістичними ідеями, то в загоні мене навчили за ці націоналістичні ідеї боротися зі зброєю в руках. Приховувати не стану: в той час я був так добре вишколений, що готовий би був боротися і проти радянської влади, якби зажадали мої вчителі».

Заарештований письменник М. Мінько за тиждень до страти також свідчив:

«Мушу слідству заявити про один уривок з розпочатого, але недописаного роману, надрукований у журналі „Зоря“ в 1927 чи 1928 році — „Перед боєм“.

Діти отамана Трифона Гладченка: сидить з гітарою син Анатолій, стоїть крайня праворуч донька Ніна. Фото 1927 р.

У цьому уривку я під виглядом червоних бійців змалював банду, в якій я перебував в 1919 і під виглядом начальника червоного загону змалював бандита Гладченка, назвавши його Гальченком. Для людей, які знали в чому справа, ясно було, що я в завуальованому вигляді ідеалізував на сторінках радянського часопису петлюрівського отамана. У 1927–1928 це легко було робити…»

Високу оцінку отаману Гладченку були змушені дати і чекісти:

«Т. Ф. Гладченко молода людина ЗО років, колишній поручик. Має дуже імпонуючу зовнішність, користується серед селян настільки великою популярністю, що якби, як він стверджує, він зажадав від них, щоб вони принесли зброю, то вони б це зробили, і накази, і прохання Радянської влади про те ж — не подіяли б. Називає себе анархістом, а через те є противником усякої політичної влади, що не заважає йому проте бути запеклим прибічником Петлюри і діяти спільно з Мелашком (отаманом — М. Ч.) в інтересах Петлюри». («Звіт Катеринославської губЧК»).

Дитячими спогадами про отамана Гладченка поділився і письменник Микола Сарма-Соколовський (1910–2001). В документальній новелі «Отаман Трифон Гладченко» він пише:

«Влітку 1918 року в Сурсько-Михайлівці проти білих вибухнуло повстання, яке очолив учитель Трифон Гладченко, чорнобровий красень, у чорній шапці з блакитним шликом, що на козацьких засадах продовжував ідею головного отамана Симона Петлюри.
До отамана Гладченка пішли навіть гімназисти останнього класу. Я шкодував, що малий, бо козацтво було моєю мрією. Першими повстанцями стали галичани, колишні січові стрільці, які потрапили на Велику Україну як полонені солдати австрійської армії…»

Діти Т. Гладченка Анатолій та Ніна під час навчання на третьому курсі медичного технікуму м. Миколаєва. Фото 1932 р.

Згідно з цитованим звітом Катеринославської губЧК, отаман Гладченко, як і отаман Мелашко, вів подвійну гру, тобто зовні показував покірність радвладі з метою взяти від неї все, що можна щодо спорядження і обмундирування. Він зумів повести справу так, що дістав дозвіл на формування особливих загонів для відправлення на польський фронт, але, змовившись з Мелашком, який з цією метою спеціально до нього приїздив, і зрештою відмовився виступити на польсько-радянський фронт, перебуваючи у своєму селі Сурсько-Михайлівка. Коли ж до нього послано співробітника губЧК, отаман Гладченко його вбив. Після арешту Гладченка його друзі, котрі перебували на волі, збирали сходи в різних селах з вимогою звільнити його з-під арешту.

### Арешт і розстріл
Отаман Гадченко був розстріляний ЧК разом з Мелашком, Дякієвською, Орельською та іншими. Тому не відповідає історичній дійсності сцена загибелі отамана, описана в новелі М. Сарми-Соколовського:

«Вогонь ураз охопив солом'яну стріху. І коли вже дим був у хаті, Гладченко застрелив дружину і дуло маузера притулив до скроні…»

А ось в якому вигляді збереглися події громадянської війни в родинних переказах. Ось що пише з Таврії онучка Гладченка — Олена Ващенко (нар. 1930), посилаючись на спогади своєї бабусі Ганни:

«Після окупації Катеринослава австро-німецькими військами (1918), Гладченко збирає в Сурсько-Михайлівці загін повстанців. Разом з Махном вони вибивають німців з Катеринослава. Махно присилає до нього повстанців з пропозицією об'єднатися. З такою ж пропозицією звертається до нього і С. Петлюра. Дідусь відмовляється. Вирує громадянська війна. В якийсь момент червоні умовляють діда прийняти командування загоном.
Він погоджується, але через декілька днів залишає червоних, повертається у своє село і знову збирає хлопців. Промовляє свою славетну фразу: „Білих треба бити, поки не почервоніють, а червоних поки — не порозумнішають“. Що він успішно і робить. На нього розпочинається полювання. По бур'янах ховається бабуся Галя з малими дітьми. Бо біжать хлопці зі словами: „Галю, тікай, червоні йдуть! Галю, тікай — білі йдуть!“ І Галя, вхопивши вже трьох дітей (третім народився син Славко), тікає. А через деякий час влітає отаман Трифон з загоном і кричить: „Де мої діти? Шукайте, хлопці!“ І хлопці приводять перелякану Галю і дітей.
Але дідусь відчував, що коло звужується. Якось у двері постукали. Трифон сидів з дітьми на колінах. Увійшов невеликого зросту рудий чоловік. Обдивився навколо — бідність, малі діти. І все розповів. Його послали вбити грізного Трифона. Забрали хлопці посланця і розстріляли, а на стіл Трифонові лягли його наган, запальничка. Тоді зібрав Трифон загін і сказав: „Хлопці, йдемо в глибоке підпілля. Розсіюйтесь. Покличу — прийдете“. Сам він з родиною подався з села. Харчувалися тим, що траплялося по дорозі. Переховувалися. Так тривало, поки тепло було. А як настали холоди, повернулися. Через деякий час дідуся взяли вдома, і розстріляли в Катеринославській тюрмі.
1920 рік. Зібралися хлопці з колишнього загону Гладченка і збудували його вдові в Сурсько-Михайлівці добру хату. У 1921 помирає в голод найменший їхній син Славко. І вдова Гладченка, щоб врятувати дітей, одружується з мірошником Сергієм Мироновим».

### Доля дітей і нащадків Гладченка
У подружжя Гладченків було троє дітей. Ніна (1912–1996) до виходу на пенсію в 1967 працювала старшою медсестрою в дніпропетровській 5-й міській лікарні, потім переїхала на Херсонщину, де й померла. Ще одна дитина — Славко помер в дитинстві в 1921.
Анатолій Гладченко, син отамана, народився 28 вересня 1913. Після закінчення фельдшерсько-акушерської школи в Миколаєві поїхав на Далекий Схід, працював по боротьбі з неписьменністю і вчився в Хабаровському медінституті (лікувальний факультет), який закінчив у 1940. Чому він забився аж так далеко — пояснювати не треба: в Україні йому було заборонено вчитися.
Працював лікарем на Далекому Сході, пройшов усю війну 1941–1945, повернувся капітаном. У Дніпропетровську під керівництвом проф. Т. Є. Гнилорибова захистив кандидатську дисертацію і працював обласним хірургом.
Завідував кафедрою в Івано-Франківську, очолював кафедру хірургії в Благовіщенському медінституті.

Родина отамана Трифона Гладченка (в центрі сидить його дружина Ганна, праворуч від неї — син Анатолій, стоїть друга зліва донька Ніна). 1948 р.

У 1964 в Дніпропетровську відкривається інститут гастроентерології і вже наступного року А. Гладченко приходить працювати туди. З вересня 1965 по липень 1968 він — старший науковий співробітник відділення печінки і підшлункової залози. В 1966–1967 протягом чотирьох місяців виконував обов'язки заступника директора інституту з науки. У липні 1968 розрахувався з інституту. Вийшовши на пенсію, оселився в с. Рибальче Херсонської області на березі Дніпра. Там і помер у 1982. Син Анатолія Юрій працює лікарем у Петербурзі, другий син Володимир живе в Дніпропетровську. Його син Євген Гладченко є правнуком отамана Трифона Гладченка.
Після загибелі Гладченка його дружина Ганна вдруге одружилася з С. Ф. Мироновим (пом. 1942). в шлюбі з яким мала двох синів: Олексія (1923–1971) та Володимира (1925–1942). Олексій працював лікарем, Володимир Миронов під час окупації займався антинацистською діяльністю (порізав пази на ДЕВЗі) і був закатований німцями.
Серед відомих нам осіб, які були звинувачені в приналежності до повстанського загону Гладченко й репресовані в 1930-х, — письменник Микола Мінько і кооператор Тихон Наріжний.
Інформацією про родину Гладченка з дослідником Миколою Чабанаом поділилися дружина Олексія Миронова кандидат медичних наук Ганна Кирилівна Дідко і онучка Т. Гладченка — Олена Дмитрівна Ващенко (1930-2021).

### Вшанування пам'яті
- У Дніпрі існує вулиця Трифона Гладченка.